# Shannon Rempel
Shannon Colleen Rempel (Winnipeg, 26 de noviembre de 1984) es una deportista canadiense que compitió en patinaje de velocidad sobre hielo. 
Participó en dos Juegos Olímpicos de Invierno, en los años 2006 y 2010, obteniendo una medalla de plata en Turín 2006, en la prueba de persecución por equipos (junto con Kristina Groves, Clara Hughes, Christine Nesbitt y Cindy Klassen). Ganó una medalla de oro en el Campeonato Mundial de Patinaje de Velocidad sobre Hielo en Distancia Individual de 2007.

## Palmarés internacional
| Juegos Olímpicos                           | Juegos Olímpicos                | Juegos Olímpicos | Juegos Olímpicos        |
| Año                                        | Lugar                           | Medalla          | Prueba                  |
| ------------------------------------------ | ------------------------------- | ---------------- | ----------------------- |
| 2006                                       | Turín (Italia)                  | Medalla de plata | Persecución por equipos |
| Campeonato Mundial en Distancia Individual |                                 |                  |                         |
| Año                                        | Lugar                           | Medalla          | Prueba                  |
| 2007                                       | Salt Lake City (Estados Unidos) | Medalla de oro   | Persecución por equipos |